# Campionati africani di lotta 1990
I campionati africani di lotta 1990 sono stati la 9ª edizione della manifestazione continentale organizzata dalla FILA. Si sono svolti dal 21 al 23 giugno 1990 a Casablanca in Marocco. 

## Podi

### Uomini

#### Lotta libera
| Evento   | Oro                         | Argento                     | Bronzo                       |
| 48 kg    | Amos Ojo Nigeria            | Yacine Benzaid Algeria      | Ali Ahmed Nagib Egitto       |
| 52 kg    | Tebe Dorgu Nigeria          | Rachid Benhammadi Algeria   | Abdelmonem Faraga Egitto     |
| 57 kg    | Okore Egbe Nigeria          | Abd Enour Boukhaoua Algeria | Said Amimer Marocco          |
| 62 kg    | Idris Jimoh Nigeria         | Abdelkader Bahloul Tunisia  | Halim Hachaichi Algeria      |
| 68 kg    | Ibo Oziti Nigeria           | Eddine Houssam Egitto       | Lofti Tebessi Tunisia        |
| 74 kg    | Azim Issam Egitto           | Philipe Olawale Nigeria     | Belkhir Mounir Tunisia       |
| 82 kg    | Abdelwarit Mohyddine Egitto | Mounir Sissaaoui Algeria    | Okpuro Enekpedekumoh Nigeria |
| 90 kg    | Victor Kodei Nigeria        | Abdel Aziz Essafoui Marocco | Mostapha Warith Egitto       |
| 100 kg   | Ali Said Gabr Egitto        | Martins Ubaha Nigeria       | Oumar Samba Sy Mauritania    |
| + 100 kg | Jackson Bidei Nigeria       | Hassan Haddad Egitto        | Abdelkader Haous Algeria     |

#### Lotta greco-romana
| Evento   | Oro                                | Argento                  | Bronzo                      |
| 48 kg    | Ali Ahmed Nagib Egitto             | Mohamed Moumen Marocco   | Yacine Benzaid Algeria      |
| 52 kg    | Abdelfatah Ashraf Egitto           | Said Fahim Marocco       | Ridah Ben Hamad Algeria     |
| 57 kg    | Abderraahman Naanaa Marocco        | Ali Houlimi Tunisia      | Abderrahman Emad Egitto     |
| 62 kg    | Abdelatif Achraf Egitto            | Rachid Khadar Marocco    | Kamel Nedjini Algeria       |
| 68 kg    | Eddine Houssam Egitto              | Mazouz Bendjedaa Algeria | Hassan Said Souaken Marocco |
| 74 kg    | Issam Abdelazim Egitto             | Said Baddaj Marocco      | Tadjer Nacer Algeria        |
| 82 kg    | Abdelwarit Mohyddine Egitto        | Lotfi Rahmani Algeria    | Mustapha Solaihan Marocco   |
| 90 kg    | Moustafa Abdelwarit Ramadan Egitto | Mohaber Gowtam Mauritius | Abdel Aziz Essafoui Marocco |
| 100 kg   | Kamal Abdelali Egitto              | Benaceur Khalifa Tunisia | Makins Baha Nigeria         |
| + 100 kg | Hassan Haddad Egitto               | Rachid Belaziz Marocco   | Abdelkader Haous Algeria    |

## Medagliere
La nazione ospitante è evidenziata.
| Pos.   | Paese      | Oro | Argento | Bronzo | Totale |
| ------ | ---------- | --- | ------- | ------ | ------ |
| 1      | Egitto     | 12  | 2       | 5      | 19     |
| 2      | Nigeria    | 7   | 2       | 2      | 11     |
| 3      | Marocco    | 1   | 6       | 4      | 11     |
| 4      | Algeria    | 0   | 6       | 6      | 12     |
| 5      | Tunisia    | 0   | 3       | 2      | 5      |
| 6      | Mauritius  | 0   | 1       | 0      | 1      |
| 7      | Mauritania | 0   | 0       | 1      | 1      |
| Totale | Totale     | 20  | 20      | 20     | 20     |